# Etmopterus spinax
El tiburón negrito, tiburón linterna velludo o tiburón linterna de vientre de terciopelo, gata de mar en Galicia o chon de mar en Asturias (Etmopterus spinax) es un pequeño escualo de la familia Etmopteridae.

## Distribución
Esta especie se distribuye en todo el Mar Mediterráneo, donde es común sobre todo en su cuenca occidental, y en el este del Océano Atlántico entre Islandia y el África subsahariana.
Vive en profundidades de hasta 2000 metros, pero también ha sido capturado a sólo 70 metros.

## Descripción
Este tiburón es el Squaliforme más pequeño del Mediterráneo (sólo excepcionalmente alcanza los 50 cm). 
En las zonas donde solamente existe esta especie del género Etmopterus, se puede reconocer fácilmente por su coloración oscura, la ausencia de aleta anal, las aletas dorsales armadas con sendas espinas (aguzadas y bien visibles), todo ello junto a su pequeña talla corporal. Los ojos son grandes, verdosos. La parte ventral del cuerpo presenta numerosos pequeños fotóforos, que producen una luz  intensa en los ejemplares vivos y en su medio.
El color es negro u oscuro, pero no uniforme, es mucho más oscuro en el vientre y los dos lóbulos de la aleta caudal.

## Alimentación
La especie es muy voraz. Se alimenta de peces, crustáceos y moluscos.

## Reproducción
Es una especie ovovivípara, da nacimiento a unas 15-20 crías en verano.

## Pesca
Se captura con redes de arrastre y palangre de fondo. Su pesca se debe principalmente a que el aceite de su hígado es muy apreciado para la fabricación de productos cosméticos. Su carne después de ser pelada, se puede consumir, siendo consumida mayoritariamente en algunos puertos del Mediterráneo ibérico (p. ej. San Carlos de la Rápita (España)

## Galería de imágenes

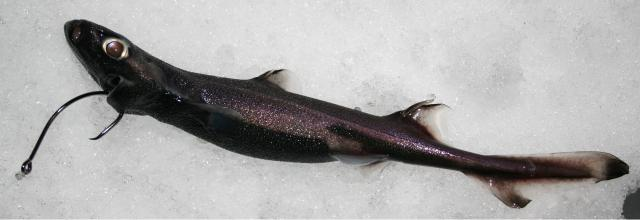
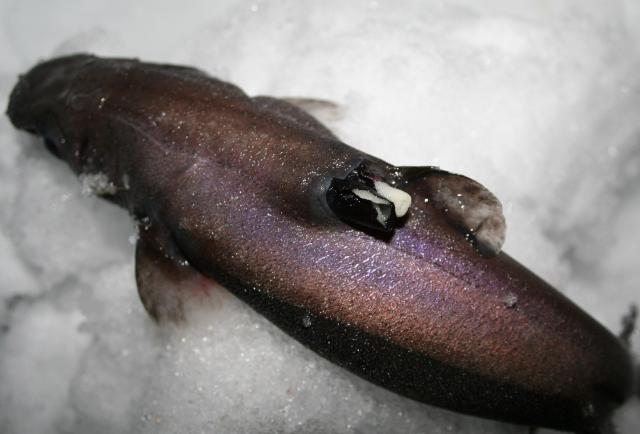